# Bloedpoort
De Bloedpoort te Scheveningen was in het begin van de 20e eeuw een sociaal zwak en nogal roerig woonbuurtje dat vanwege schommelingen tussen fictie en werkelijkheid nogal veelbesproken en veel beschreven werd. De naam was niet officieel, omdat het buurtje deel uitmaakte van de Keizerstraat, de oudste straat van Scheveningen. De uitbreiding van het vissersdorp vond in de voorgaande eeuwen onder meer plaats vanuit zijn dorpsstraat naar achtergelegen perceeltjes grond. Deze waren eerder voornamelijk in gebruik geweest bij visdrogerijtjes. De bouw die op dergelijke perceeltjes -zogeheten achterbuurten- plaatsvond, was toen nog niet aan regels gebonden en daardoor goedkoop, maar inferieur van kwaliteit. Hier stond tegenover dat de huren van dergelijke woninkjes laag waren en onder het bereik kwamen van de laag gehonoreerde vissers en hun gezinnen.

## Historie
Een buurtje als dit werd indertijd ook wel werd aangeduid als een poort of een hof. De bewuste naam reikte terug tot de 19de eeuw toen een slager of slachter zich in 1851 op de hoek van het hofje en de plaatselijke dorpsstraat vestigde: het pand werd omgebouwd tot een Slagthuis met bovenwoning. Door het slachten van rundvee toentertijd aan huis en het reinigen 's avonds van die slachtplaats, liep het met bloed vermengde water het hofje of poort uit de dorpsstraat in. Daarmee was in de volksmond de opmerkelijke naam geboren.

### Moord
Een bewoner van de 'Bloedpoort' werd in kerstnacht van 1918 verdacht van het plegen van een moord op een vishandelaar in ruste. Omdat het slachtoffer kort tevoren contact had gehad met één of meer bewoners van de 'Bloedpoort' werd de schuldige aanvankelijk daar gezocht. Alhoewel de plaats van het delict niet de 'Bloedpoort' betrof, werd toch dit buurtje genoemd als de locatie waarin de moord zou hebben plaatsgevonden. Zodoende is in de loop van vele jaren in Scheveningen de veronderstelling gaan leven dat de naam van het hofje zou verwijzen naar die moord in plaats van naar de werkelijke oorsprong. De gewelddadige dood van het slachtoffer bleef aanvankelijk slechts een Schevenings nieuwsfeit. Het onderzoek liep vast en sleepte zich een aantal jaren voort. Een uiteindelijke rechtszaak volgde in 1925 en ze kreeg daarbij de belangstelling van de Haagse pers en van zelfs daarbuiten. Hierdoor werd het beeld van en rond de 'Bloedpoort' opgeblazen tot proporties die buiten de werkelijkheid lagen. Een veronderstelde nieuwe dader -wéér een bewoner van de 'Bloedpoort'- werd vrijgesproken. 

### Afbraak
In de loop van de jaren wisselden binnen het buurtje steeds meer bewoners van locatie. De achterblijvenden werden meer en meer een afspiegeling van de sociaal zwakkere gezinnen van het kustdorp. Drankmisbruik en kleine misdaad zoals stroperijen gingen het buurtje tekenen; dit trok daarom met regelmaat de aandacht van de plaatselijke pers. De al genoemde moord droeg hieraan in hoge mate bij. Alhoewel de grote sanering van de Scheveningse dorpskern aan het begin van de 20e eeuw eerst nog voorbijging aan de 'Bloedpoort', bleek het moment van de teloorgang niet ver meer. De toestand van de woninkjes was intussen zo slecht geworden dat bewoning ervan niet meer verantwoord was. De huisjes van het hofje werden onbewoonbaar verklaard en in de jaren dertig van de 20e eeuw afgebroken.

## Varia
- In gemeentelijke documenten is ook wel de naam 'Vredehof' aangetroffen, maar die naam was in werkelijkheid nauwelijks in gebruik.
- Na een bezoek aan Scheveningen in 1923 van Koningin Wilhelmina droeg de 'Bloedpoort' ook enige tijd de naam 'Oranjehofje', dit naar aanleiding van een oranjefeest dat middenstanders de bewoners van het hofje hadden aangeboden.
- Het is een hardnekkig misverstand dat de koningin tijdens haar rijtoer door het dorp óók de 'Bloedpoort' zou hebben bezocht; geen enkele bron heeft dit kunnen onderbouwen.
- Evenmin is aantoonbaar dat -zoals vaak is verondersteld- het gros van de bewoners van de 'Bloedpoort' naar de, in latere jaren eveneens roemruchte, Magneetbuurt zou zijn overgegaan. Het betrof hier slechts enkele gezinnen.